# Hệ thống giao thông đại chúng tốc độ cao (Singapore)

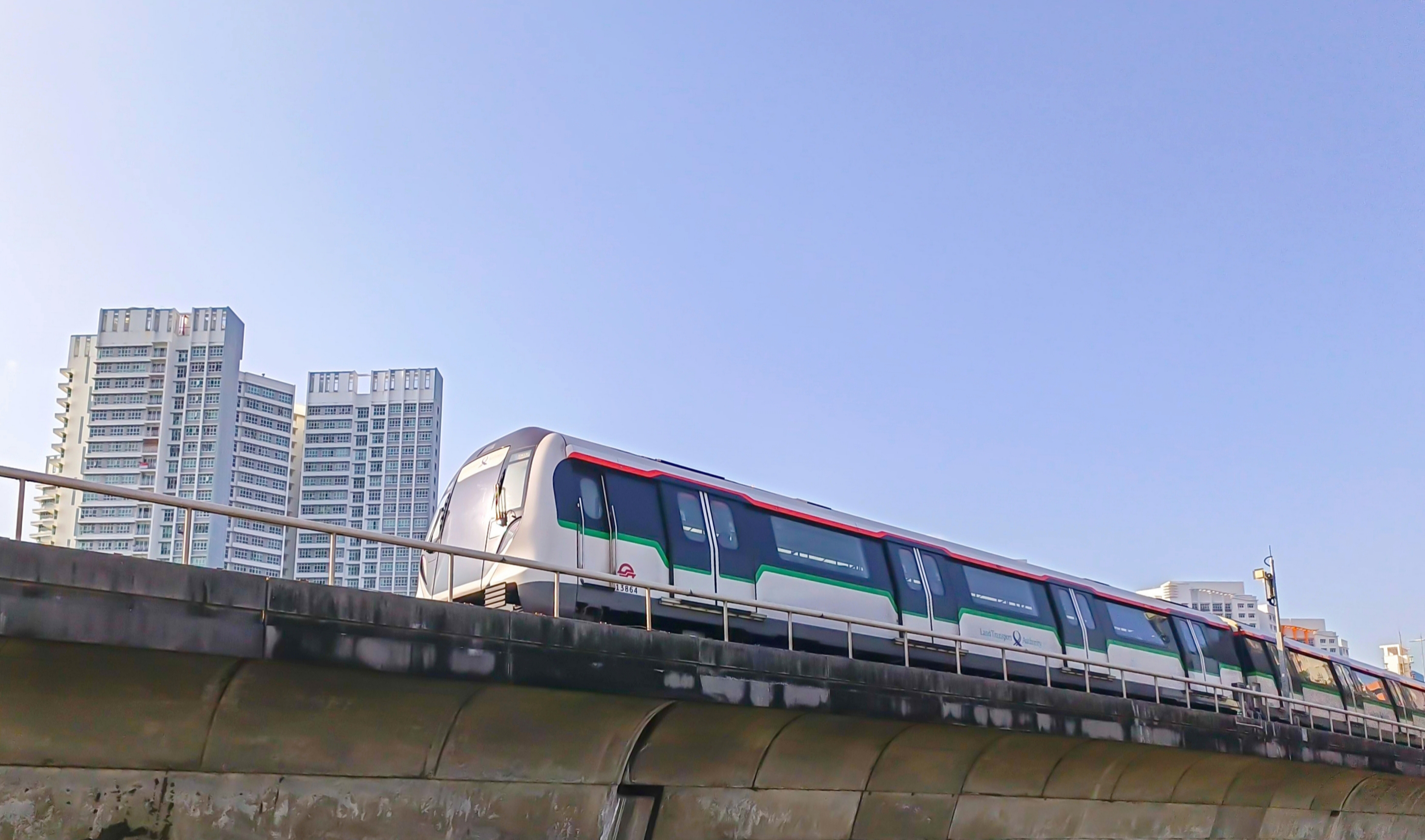
Một chuyến tàu đang hoạt động

Hệ thống tàu điện ngầm Singapore (Mass Rapid Transit, MRT, tiếng Trung: 大众快速交通 hoặc gọi tắt là 地铁, tiếng Mã Lai: Sistem Pengangkutan Gerak Cepat, tiếng Tamil: சிங்கை துரிதக் கடவு ரயில) là hệ thống tàu điện ngầm  của Singapore. Đây là hệ thống đường sắt đô thị sớm thứ hai ở Đông Nam Á, sau Hệ thống giao thông đường sắt hạng nhẹ Manila (Manila LRT). Kể từ khi tuyến đầu tiên được đưa vào vận hành vào năm 1987, MRT đã phát triển liên tục do chính sách của Chính phủ Singapore nhằm phát triển một hệ thống đường sắt đô thị toàn diện nhằm đảm đương vai trò xương sống của hệ thống giao thông công cộng của Singapore. Năm 2009, mỗi ngày có tới 1,952 triệu lượt hành khách sử dụng hệ thống MRT, bằng 0,63 lần so với số lượt khách sử dụng hệ thống xe buýt ở Singapore.
MRT có 79 ga đang hoạt động với hệ thống đường sắt khổ tiêu chuẩn dài 129,7 cây số. Hệ thống đường sắt của MRT được xây dựng bởi Cục Quản lý giao thông đường bộ, một ủy ban được hình thành theo luật của chính phủ Singapore, và quyền kinh doanh hệ thống này được nhượng cho Tập đoàn SMRT và Công ty trách nhiệm hữu hạn SBS Transit. SBS Transist và Tập đoàn SMRT cũng kinh doanh hệ thống Taxi ở Singapore, việc này đảm bảo sự thống nhất hoàn toàn của bộ phận giao thông vận tải công cộng. Hệ thống MRT hoạt động kèm với Hệ thống giao thông đường sắt hạng nhẹ (LRT), một hệ thống kết nối các ga MRT với các khu nhà ở xã hội của Cục Nhà ở và Phát triển Singapore. Hệ thống MRT bắt đầu hoạt động vào lúc 5 giờ 30 phút sáng trong ngày và kết thúc hoạt động vào lúc 1 giờ sáng ngày hôm sau, và trung bình cứ 3 đến 8 phút sẽ có 1 đoàn tàu cập ga. Hoạt động của MRT sẽ kéo dài thêm trong các ngày lễ của Singapore.
MRT có sáu tuyến: Tuyến Bắc Nam hay tuyến Đỏ, tuyến Đông Tây hay tuyên Xanh lá, tuyến Đông Bắc hay tuyến Tím, tuyến Vòng tròn hay tuyến Cam, tuyến Trung tâm hay tuyến Xanh dương và Tuyến khu vực phía đông hay tuyến Nâu. Với tuyến Đông Tây, hành khách có thể đến Sân bay Changi Singapore.
MRT Singapore có một số ga và đoạn chạy ngầm dưới mặt đất.

## Lịch sử
Nguồn gốc của MRT bắt đầu từ dự báo của các nhà hoạch định chính sách vào năm 1967; nó nói rằng cần có phương tiện vận tải hành khách công cộng bằng đường ray vào năm 1992. Theo một cuộc tranh luận nói rằng sử dụng hệ thống vận tải bằng xe bus có giá rẻ hơn, Nghị viện kết luận rằng chỉ vận tải bằng xe bus là không đủ; bởi vì nó cần nhiều không gian trên đường ở một đất nước có diện tích hẹp. Số tiền 5 tỷ đô la Singapore đầu tư vào MRT là dự án công cộng lớn nhất của Singapore vào lúc đó; khởi công ngày 22 tháng 10 năm 1983 ở đường Shan. Con đường được xây thành tầng; tuyến Bắc - Nam được ưu tiên vì nó đi qua khu Trung tâm; nơi có đòi hỏi cao về hệ thống giao thông công cộng. Công ty Giao thông Đại chúng (MRTC), sau đó đổi tên thành SMRT - được thành lập ngày 14 tháng 10 năm 1983; nó đảm nhận vai trò và trách nhiệm của Cơ quan Giao thông Đại chúng. Ngày 7/11/1987; phần đầu tiên của tuyến Bắc - Nam đã đi vào hoạt động; bao gồm 5 trạm trong vòng 6 km. 15 trạm khác đã đi vào hoạt động sau đó; và Hệ thống giao thông đại chúng tốc độ cao đã chính thức đi vào hoạt động ngày 12/3/1988 bởi Thủ tướng Lý Quang Diệu. Sau đó; 21 trạm khác đã đi vào hoạt động; sự mở cửa của trạm Bôon Lay trên tuyến Đông - Tây ngày 6 tháng 7 năm 1990 đã đánh dấu sự hoàn thành trước thời hạn 2 năm của hệ thống.
Hệ thống MRT đã dần dần được mở rộng. Nó bao gồm sự mở rộng kết nối của tuyến Bắc - Nam với tuyến Woodlands; tiêu tốn 1.2 tỷ đô la Singapore.

## Cơ sở hạ tầng

### Mạng lưới
| Tên tuyến và ký hiệu màu sắc                      | Mở cửa     | Mở rộng tiếp theo | Hành trình               | Hành trình            | Số nhà ga đang hoạt động | Chiều dài (km) | Khu Depot                                             | Nguồn điện                           | Công ty vận hành | Trung tâm điều khiển   |
| ------------------------------------------------- | ---------- | ----------------- | ------------------------ | --------------------- | ------------------------ | -------------- | ----------------------------------------------------- | ------------------------------------ | ---------------- | ---------------------- |
| North South Line (Tuyến Bắc Nam)                  | 7/11/1987  | 2034              | Jurong East              | Marina South Pier     | 27                       | 44.7           | Bishan Depot Ulu Pandan Depot Changi Depot Tuas Depot | DC 750 V Hệ thống ray thứ ba         | SMRT Trains      | City Hall Headquarters |
| East West Line (Tuyến Đông - Tây)                 | 12/12/1987 | -                 | Pasir Ris Changi Airport | Tuas Link Tanah Merah | 35                       | 57.2           | Bishan Depot Ulu Pandan Depot Changi Depot Tuas Depot | DC 750 V Hệ thống ray thứ ba         | SMRT Trains      | City Hall Headquarters |
| Circle Line (Tuyến Vòng tròn)                     | 28/5/2009  | 2026              | Dhoby Ghaut Marina Bay   | HarbourFront          | 29                       | 35.4           | Kim Chuan Depot                                       | DC 750 V Hệ thống ray thứ ba         | SMRT Trains      | Kim Chuan Depot        |
| Thomson-East Coast Line (Tuyến Khu vực phía Đông) | 31/1/2020  | 2024              | Dhoby Ghaut Marina Bay   | HarbourFront          | 20                       | 30.4           | Mandai Depot                                          | DC 750 V Hệ thống ray thứ ba         | SMRT Trains      | Mandai Depot           |
| North East Line (Tuyến Bắc - Đông)                | 20/6/2003  | 2024              | HarbourFront             | Punggol               | 16                       | 20             | Sengkang Depot                                        | DC 1500 V Hệ thống dây điện trên cao | SBS Transit      | Sengkang Depot         |
| Downtown Line (Tuyến trung tâm)                   | 22/12/2013 | 2025              | Bukit Panjang            | Expo                  | 34                       | 41.9           | Kim Chuan Depot Gali Batu Depot                       | DC 750 V Hệ thống ray thứ ba         | SBS Transit      | Gali Batu Depot        |
| Tổng:                                             | Tổng:      | Tổng:             | Tổng:                    | Tổng:                 | 161                      | 229.6          |                                                       |                                      |                  |                        |

### Điều kiện và dịch vụ
Ngoại trừ ga Bishan, các ga khác đều hoặc là ga nổi hoặc hoàn toàn là ga ngầm dưới lòng đất. Hầu hết các nhà ga nằm ngầm dưới đất đều được thiết kế đủ sâu và chắc chắn để có thể chống được các cuộc không kích bằng bom và cũng đồng thời như các hầm trú bom trong trường hợp xảy ra chiến tranh. Ngoài ra, mạng di động viễn thông và các mạng 3G đều có thể hoạt động được dưới các nhà ga và trên tàu trong quá trình tàu chạy ngầm. Trên các tàu điện và ga ngầm đều được lắp đặt các máy lạnh (điều hòa nhiệt độ) trong khi các ga nổi được lắp đặt các loại quạt trần.
Tại mỗi nhà ga đều được trang bị máy bán vé tự động, trung tâm hỗ trợ hành khách và các màn hình điện tử hiển thị thông tin, nhà vệ sinh, điện thoại, phòng nghỉ và các dịch vụ khác. Đặc biệt ở một số nhà ga có trang bị thêm các cửa hàng tiện lợi, máy rút tiền tự động (ATM), siêu thị,... Các thang cuốn hạng nặng cũng được lắp đặt với tốc độ 0,75 m/s (nhanh hơn thang máy thông thường 50%).
Ở một số nhà ga cũ của tuyến Bắc Nam (North South Line) và Đông Tây (East West Line) ban đầu được xây dựng không có các thiết bị phục vụ việc đi lại và vận chuyển như thang máy, đường dốc (cho xe lăn), hệ thống hướng dẫn bằng xúc giác, cửa soát vé rộng hay nhà vệ sinh cho hành khách khuyết tật. Sau này, người ta bắt đầu lắp đặt để hỗ trợ các hành khách là người già và người khuyết tật có thể dễ dàng hơn trong việc di chuyển. Việc lắp đặt thang máy cho người khuyết tật và giá đỡ xe đạp bổ sung tại 20 trạm đã hoàn thành vào cuối năm 2013.

### Thời gian vận hành
Tàu điện ngầm MRT được vận hành từ 5h30 hôm trước tới 1h00 ngày hôm sau, ngoại trừ một số ngày lễ như Đêm giao thừa (cả âm lịch và dương lịch), lễ hội Ánh sáng (Lễ hội Deepavali của người theo đạo Hindu), Lễ hội Hari Raya (lễ hội kết thúc tháng ăn chay Hari Raya của người theo đạo Hồi), Giáng sinh và đêm các ngày nghỉ lễ khác thì các chuyến tàu điện thường được kéo dài thời gian vận hành muộn hơn. Việc giới hạn thời gian vận hành vì nếu như các tuyến MRT được vận hành 24/24 giờ, các kĩ sư sẽ không thể thực hiện được công việc bảo trì các tuyến tàu điện.